# Інтернет-радіо
Інтерне́т-ра́діо (ве́б-ра́діо) — визначає:
- групу технологій передачі потокових аудіоданих через мережу Інтернет;
- радіостанція, що використовує для мовлення технологію потокового мовлення в Інтернет.

В останній час все більш, цей термін визначає саме радіостанції, що ведуть свою трансляцію засобами Інтернет.

## Технології, використовувані інтернет-радіо
У технологічній основі системи лежать три елементи:
1. Станція — генерує аудіопотік (або із списку звукових файлів, або прямим оцифруванням з аудіо карти, або копіюючи існуючий в мережі потік) і направляє його серверу. (Станція споживає мінімум трафіку, тому що створює один потік)
2. Сервер (повторювач потоку) — приймає аудіопотік від станції і перенаправляє його копії усім підключеним до сервера клієнтам, по суті є реплікатором даних. (Трафік сервера пропорційний кількості слухачів + 1)
3. Клієнт — приймає аудіопотік від сервера і перетворює його в аудіосигнал, який і чує слухач інтернет-радіостанції. Можна організовувати каскадні системи радіомовлення, використовуючи як клієнт повторювач потоку. (Клієнт, як і станція, споживає мінімум трафіку. Трафік клієнта-сервера каскадної системи залежить від кількості слухачів такого клієнта.)

Окрім потоку звукових даних зазвичай передаються також текстові дані, щоб в плеєрі відображувалася інформація про станцію і про поточну композицію.
Як станція можуть виступати звичайна програма-аудіоплеєр із спеціальним плагином-кодеком або спеціалізована програма (наприклад — ICes, EzStream, SAM Broadcaster), а також апаратний пристрій, що перетворює аналоговий аудіопотік в цифровий.
Існує чимала кількість серверів інтернет-мовлення. Найпоширеніший сервер Shoutcast компаній «Nullsoft», розроблений спеціально для свого програвача Winamp. Сумісний з Shoutcast-сервер «Icecast» має набагато більшу функціональність, поширюється вільно (на умовах GNU GPL) і безкоштовно. На відміну від Shoutcast, Icecast спроможний передавати кілька аудіопотоків і вимагає менше ресурсів на аудіопотік, частіше оновлюється, підтримує UTF-теги і різні аудіоформати, але є набагато складнішим у налаштуванні.
Сервери розрізняються щодо підтримки форматів кодування звуку, але все більш надають підтримки найпоширенішим форматам, які підтримують вебпереглядач.
Деякі програвачі також підтримують мовлення; наприклад, до JetAudio додається JetCast, що надає можливість коментувати радіопотік за допомогою мікрофону, сайт-статус і чат.
Як клієнт можна використовувати будь-який мультимедійний програвач, що підтримує потокове аудіо і здатний декодувати формат, в якому віщає радіо.
Слід зауважити, що «інтернет-радіо» до ефірного радіомовлення ніякого відношення не має.

## Серверні програми
- SHOUTcast
- Icecast